# Jayton
Jayton – miasto w Stanach Zjednoczonych, w stanie Teksas, w hrabstwie Kent. W 2008 roku liczyło 441 mieszkańców.